# Unión Social Demócrata Española
Unión Social Demócrata Española (USDE) fue un partido político español fundado en octubre de 1974 por Dionisio Ridruejo, de tendencia reformista liberal, que propugnaba la conversión de España en una democracia.

## Historia
Era el sucesor del Partido Social de Acción Democrática fundado por Dionisio Ridruejo en 1957. Fernando Chueca Goitia, miembro de esta organización desde sus primeros momentos, se encontraba en el Comité Ejecutivo del nuevo partido. El origen de la USDE se produjo como el resultado de una operación de convergencia entre social-católicos y social-liberales. Dionisio Ridruejo fue su líder hasta su muerte el 29 de junio de 1975.
Formó parte de la Plataforma de Convergencia Democrática y fue uno de los partidos integrantes de la Federación Social Demócrata pero abandonó el proyecto en enero de 1977, disolviéndose la formación en noviembre de 1979.